# Andrzej Michałowski (archeolog)
Andrzej Michałowski (ur. 1971) – polski archeolog, profesor nauk humanistycznych. Specjalizuje się w archeologii osadnictwa oraz okresie przedrzymskim i rzymskim. Profesor na Wydziale Archeologii Uniwersytetu im. Adama Mickiewicza w Poznaniu, gdzie pełni funkcję dziekana.

## Życiorys
Stopień doktorski uzyskał w 2001 na podstawie pracy pt. Osady kultury przeworskiej z terenów ziem polskich (promotorem był prof. dr hab. Tadeusz Makiewicz). Habilitował się w 2011 na podstawie oceny dorobku naukowego i rozprawy pt. Budownictwo kultury przeworskiej. 25 czerwca 2019 decyzją prezydenta RP otrzymał tytuł naukowy profesora.